# Rhacocleis japygia
Rhacocleis japygia är en insektsart som beskrevs av Scott LaGreca 1959. Rhacocleis japygia ingår i släktet Rhacocleis och familjen vårtbitare. Inga underarter finns listade i Catalogue of Life.